# Макарівський (зупинний пункт)
Мака́рівський — пасажирський залізничний зупинний пункт Лиманської дирекції Донецької залізниці.
Розташований у селі Макарове, Щастинський район, Луганської області на лінії Іллєнко — Родакове між станціями Кіндрашівська (5 км) та Вільхова (3 км).
Через військову агресію Росії на сході України транспортне сполучення припинене.